# FC Ingolstadt 04 II
Az FC Ingolstadt 04 II negyedosztályú labdarúgócsapat Németországban (Bajorország), Ingolstadt városban, az FC Ingolstadt 04 tartalékcsapata. 